# Theridion barbarae
Theridion barbarae är en spindelart som beskrevs av Claude Lévi 1959. Theridion barbarae ingår i släktet Theridion och familjen klotspindlar. Inga underarter finns listade i Catalogue of Life.